# Enrique Martínez Paz
Enrique Martínez Paz (1882-1952) fue un historiador, filósofo, jurista y sociólogo argentino.
Hijo de Pedro Luis Martínez y Constancia Paz, cursó estudios superiores de Derecho en la Universidad Nacional de Córdoba, de la que más tarde fue catedrático. Fue también decano en la Facultad de Derecho y miembro durante 22 años del Tribunal Superior de Justicia de Argentina, del que llegó a ocupar la presidencia.
Apoyó a los estudiantes que, en junio de 1918, durante la huelga general universitaria, exigían una reforma en la educación, y se convirtió, por elección de estos, que formaron la Federación Universitaria de Córdoba, en el candidato reformista al puesto de rector, frente al conservador Antonio Nores Martínez. No logró ocupar el cargo, pero sus propuestas fueron atendidas por Hipólito Yrigoyen, presidente argentino en ese momento.
Entre su producción literaria destacan los trabajos Vélez Sársfield y el código civil argentino (1915), Sistema de filosofía del derecho (1935), La formación histórica de la provincia de Córdoba (1941), Introducción al derecho de la sucesión hereditaria (1953) y, entre sus artículos, una semblanza de Oswald Spengler en el Mercurio Peruano en una fecha tan temprana como 1924 (La decadencia de Occidente se acababa de publicar en 1922.)